# Löw von Steinfurth

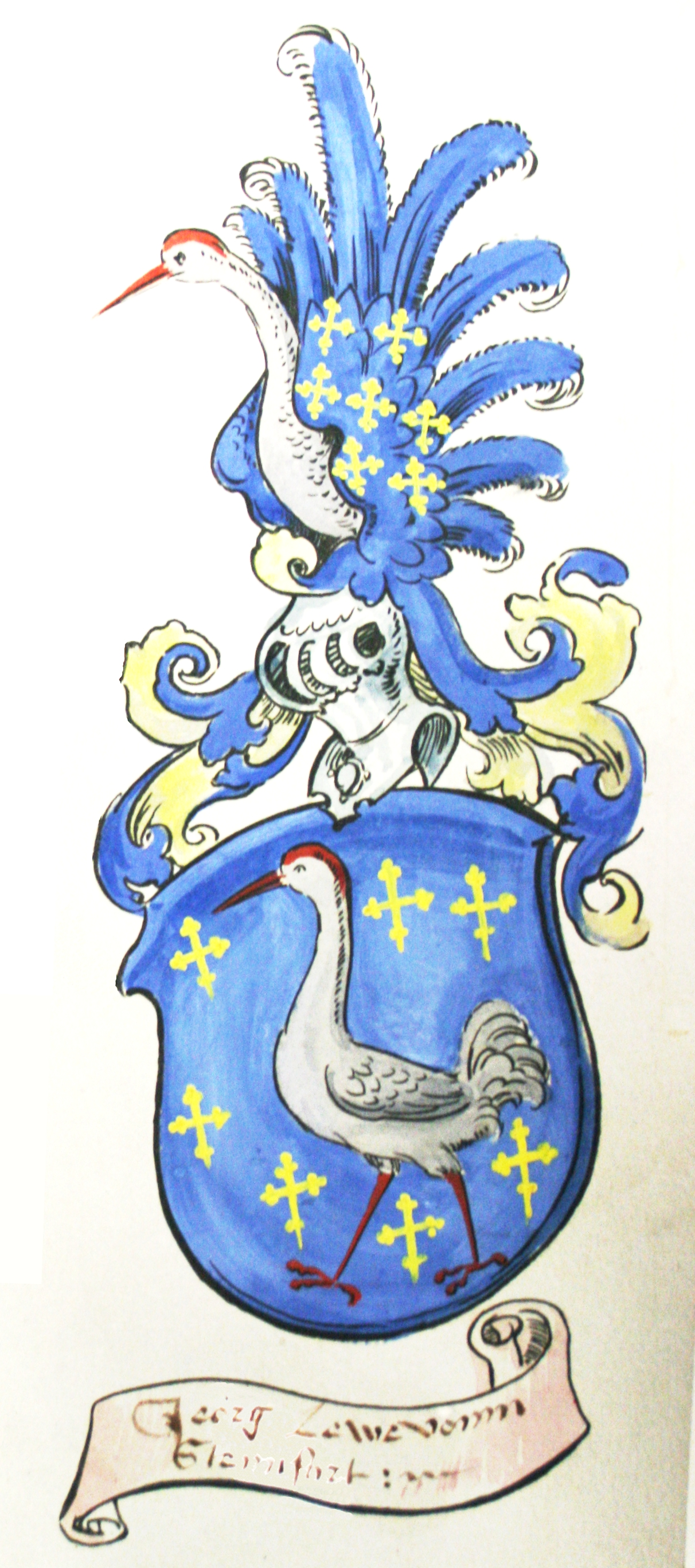
Wappen des Friedberger Burgmannen Georg Löw von Steinfurth im Salbuch des Klosters Naumburg

Die Löw von Steinfurth (auch Löw von und zu Steinfurth, seltener Löw zu Steinfurth) sind ein ursprünglich mittelrheinisches, heute hessisches Adelsgeschlecht, das vor allem in der Wetterau ansässig ist.

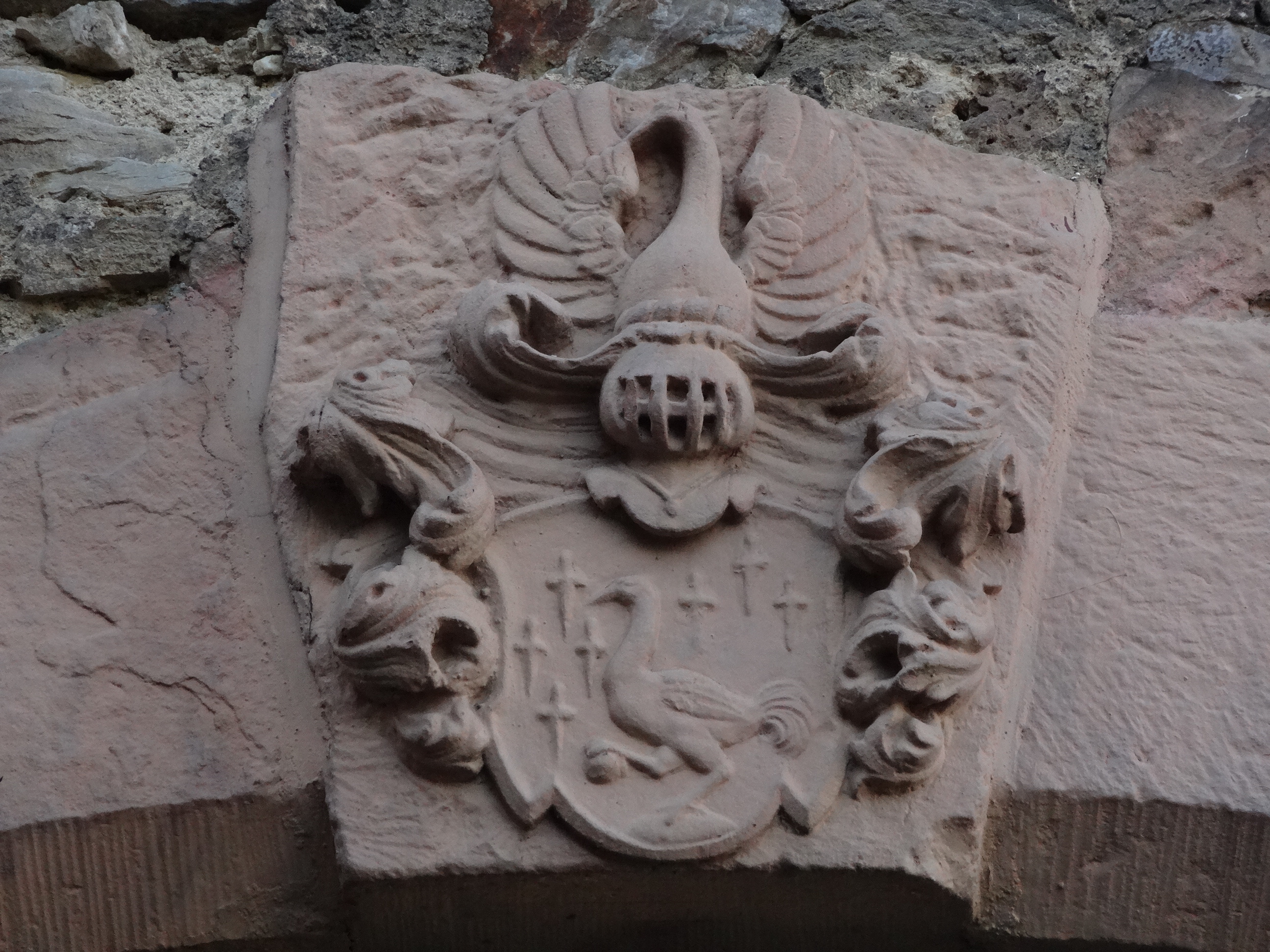
Wappen Löw von Steinfurth am Burgmannenhaus der Familie in der Burg Friedberg

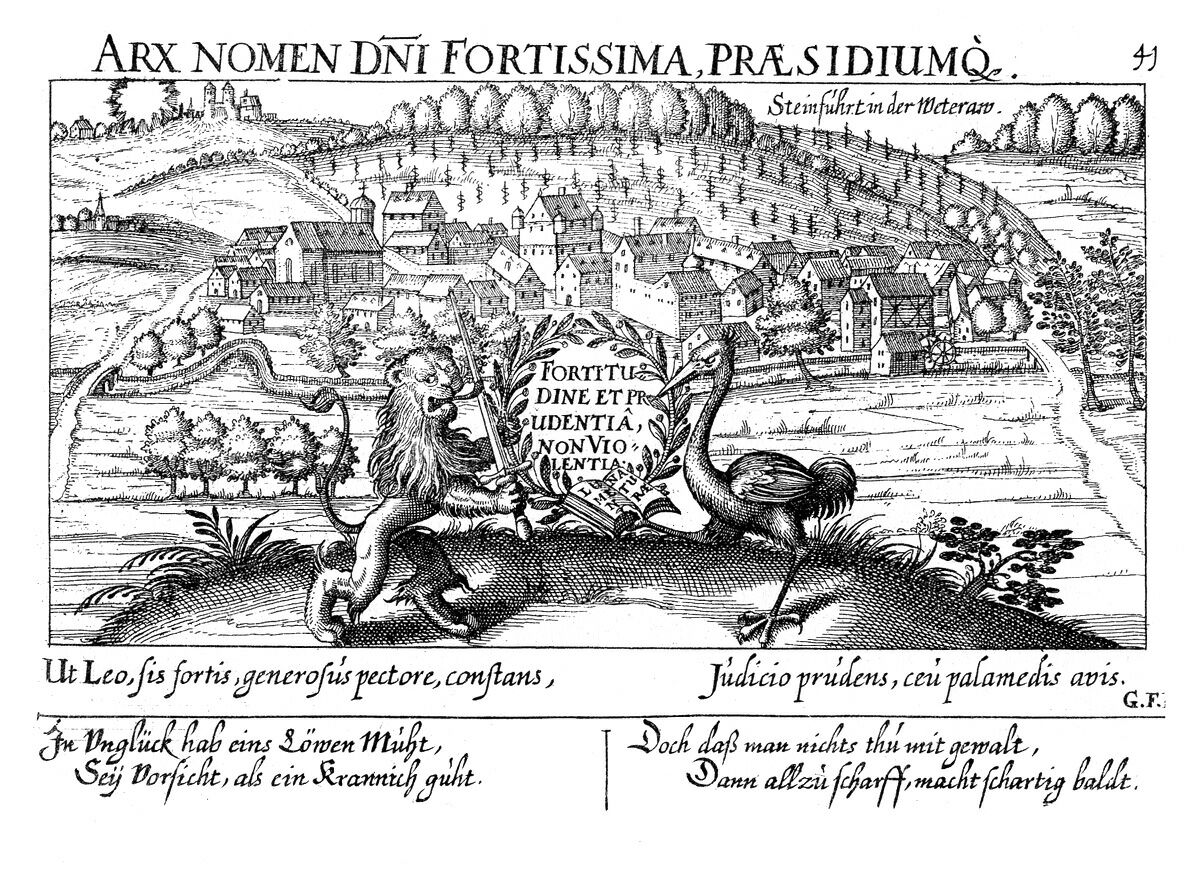
Ansicht von Steinfurth mit Allegorie auf die Wappentiere der Löw von Steinfurth im Thesaurus philopoliticus

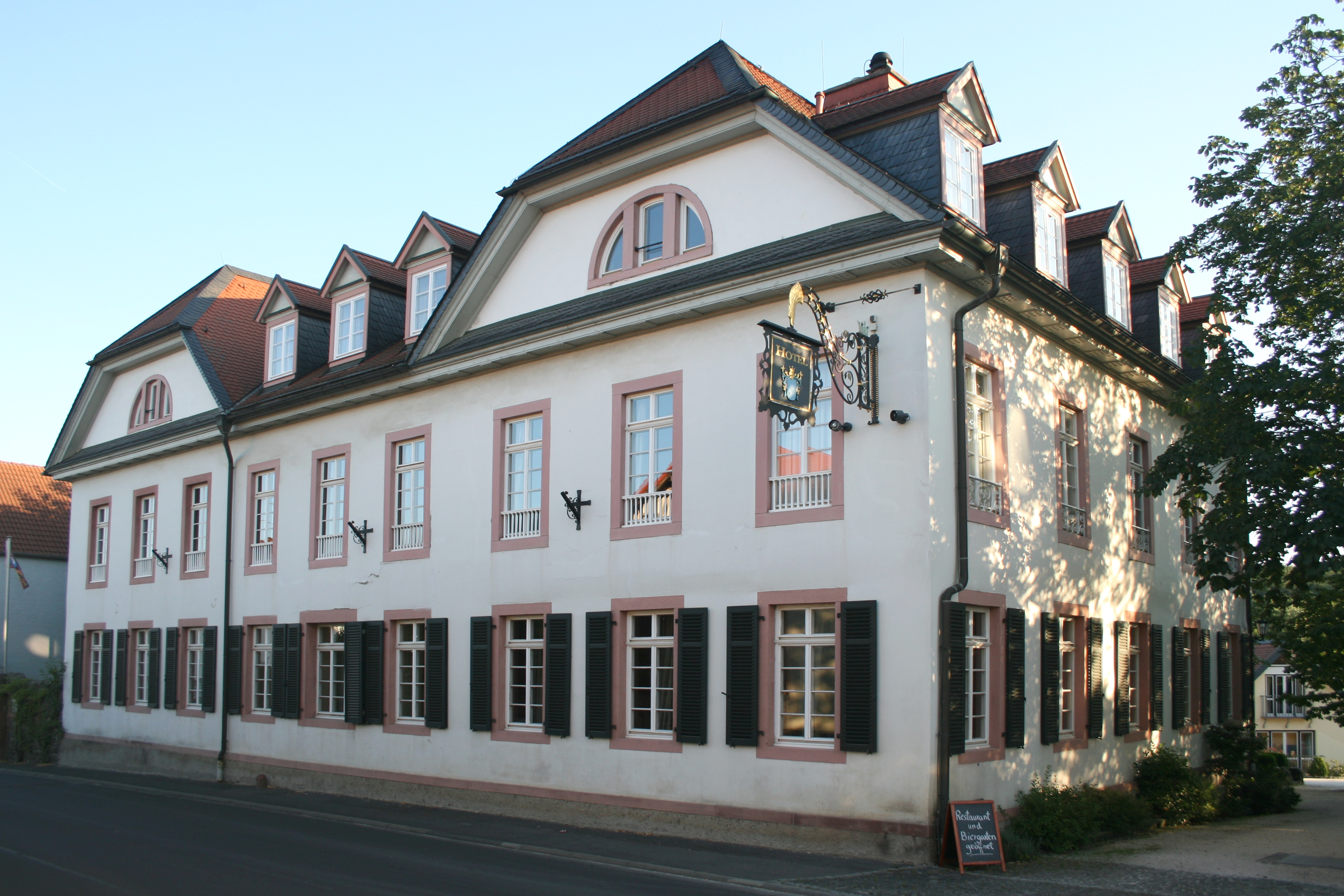
Löw’sches Schloss in Steinfurth

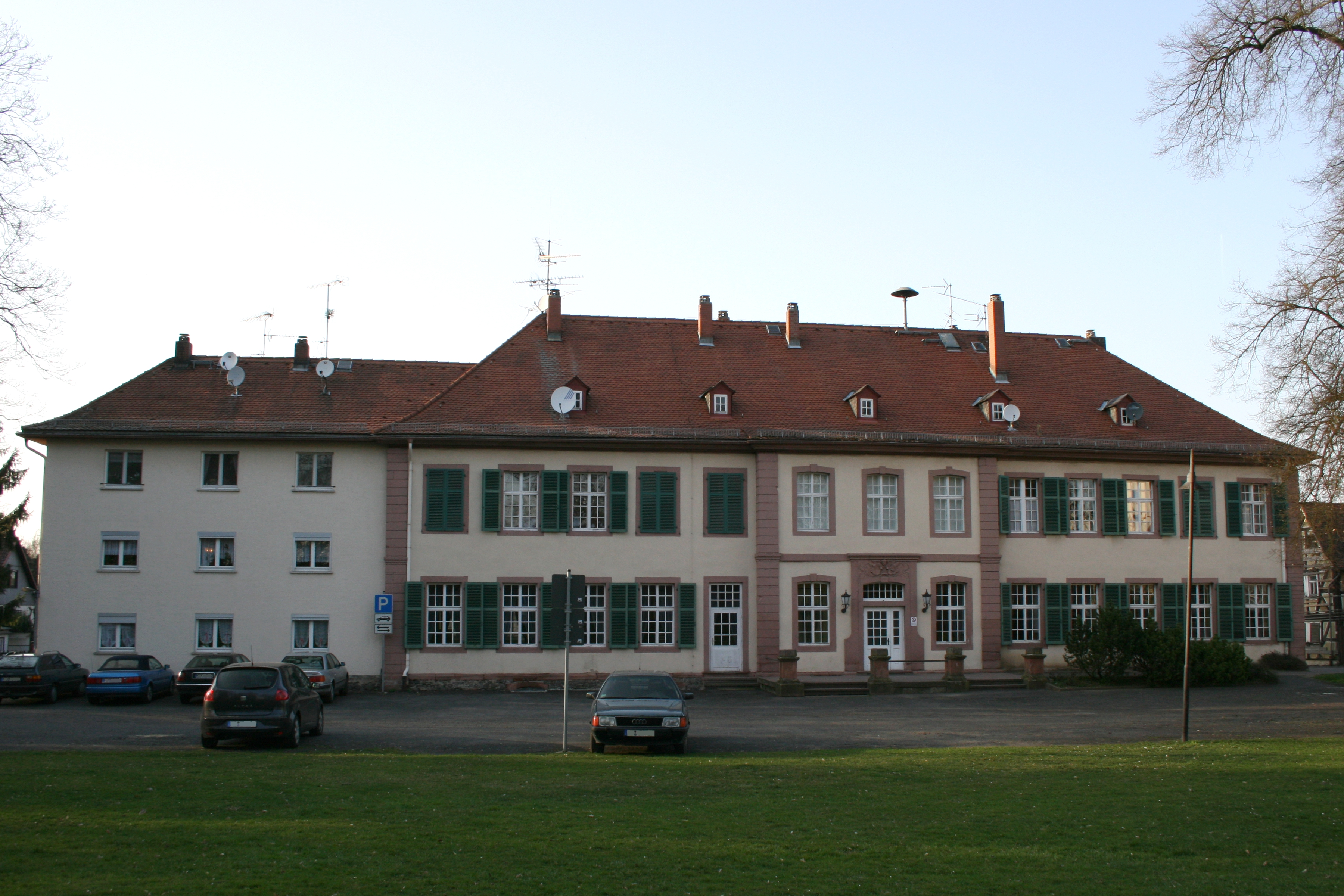
Löw’sches Schloss in Florstadt-Staden

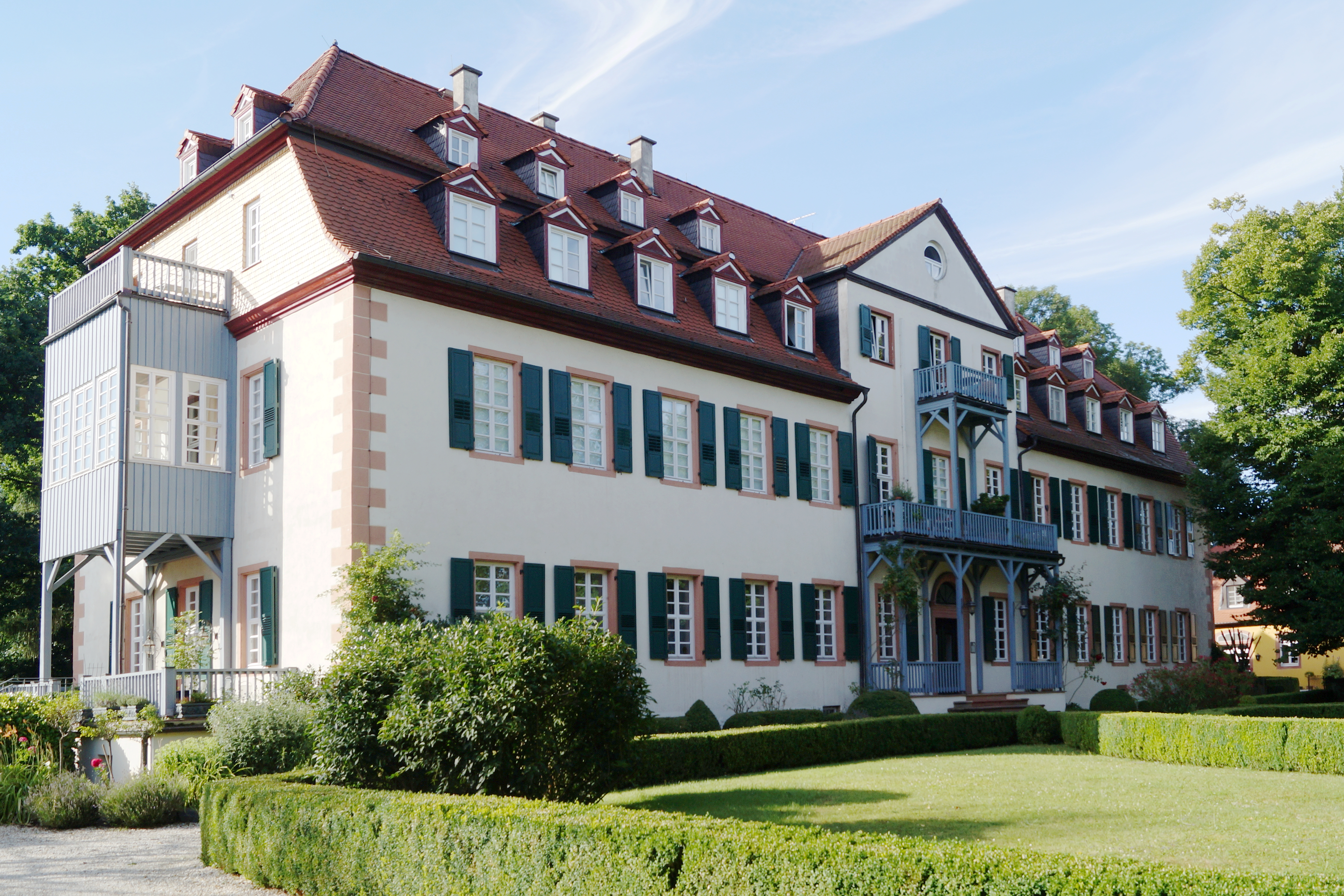
Löwsches Schloss in Nieder-Florstadt

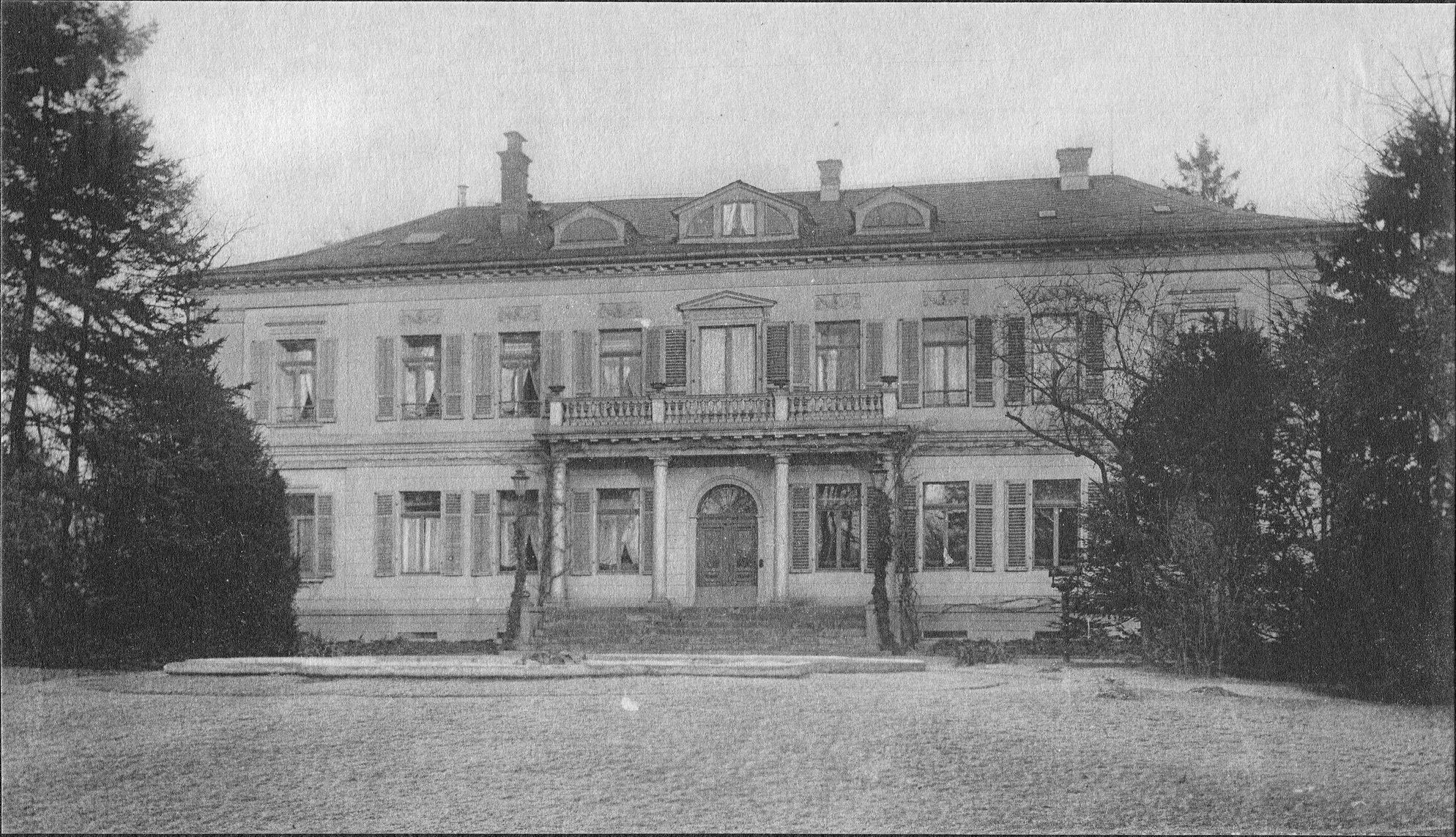
Villa Löwenruhe in Offenbach, Alterssitz des Siegmund Löw von und zu Steinfurth (1757–1846)

## Geschichte
Die Familie Löw von Steinfurth ist ein sehr altes Niederadelsgeschlecht. Die älteste Namensnennung eines Erwinus dictur Leo de Stenford stammt aus dem Jahr 1301. In den frühesten Quellen wird eine Nähe zu den Herren von Kransberg deutlich, mit denen die Löw von Steinfurth das Kranichwappen und in dieser Zeit auch den Leitnamen Erwin gemeinsam hatten. Die Herren von Kransberg starben im Jahr 1326 aus, hatten ihren Besitz um die Burg Kransberg bei Usingen aber bereits 1310 an die Falkensteiner verkauft. Als weitere Parallele kann der Löw’sche Besitz in Kransberg angesehen werden, von dem Erwin Löw im Jahr 1378 dem Pfalzgrafen zehn fl. für den Erwerb der Burgmannschaft auf der Burg Lindenfels anwies.
Im Jahr 1311 wird erstmals Besitz der Familie in Steinfurth als Gerichtslehen erwähnt. Der frühe Familienbesitz besaß damit wohl zwei regionale Schwerpunkte. Die Löw von Steinfurth gehören damit zu den zahlreichen, an den König gebundenen Dienstmannen, deren Ursprünge zeitlich in der staufischen Hausgut-Politik in der Wetterau nach dem Aussterben der Grafen von Nürings zu fixieren sind.
Mit der Ausbildung größerer Territorialherrschaften im ausgehenden Mittelalter schlossen sich diese Niederadligen in der mittelrheinischen Reichsritterschaft und der Burggrafschaft Friedberg zusammen, um sich ihre Eigenständigkeit zu erhalten. Die Löw von Steinfurth stellen unter den Friedberger Burgmannen zwischen 1473 und 1806 mit 30 die weitaus meisten Mitglieder, dazu kommen insgesamt fünf (zusammen mit den Kransbergern sogar sieben) Burggrafen. Zu den Besitzungen als Friedberger Burglehen kamen Lehen bei verschiedenen größeren Landesherren, zunächst den Herren von Falkenstein sowie deren Nachfolgern, den Herren von Eppstein, Kurmainz, Abtei Fulda, Kurpfalz, Grafschaft Isenburg-Büdingen und Grafschaft Hanau. Zwei Komture des Deutschen Ordens sind 1357 und 1459 auf dem Schiffenberg und in Prozelten nachweisbar.
1405 konnten die Löw von Steinfurth ihrem Besitz einen weiteren Schwerpunkt durch Erwerb eines Anteils an der Ganerbschaft Staden um die Burg Staden bei Florstadt hinzufügen. Zu Anfang bestand diese aus vier Teilen und 19 Teilhabern, die sich im Laufe der Zeit stark reduzierten, weil beim Aussterben einer Familie in männlicher Linie der Besitz an die Ganerbschaft insgesamt zurückfiel. 1806 war die Ganerbschaft auf drei Teilhaber zusammengeschmolzen: Burg Friedberg 12/57, Grafschaft Isenburg 13/57 und die Freiherren Löw von Steinfurth mit 32/57. Zur Ganerbschaft gehörten die Orte Ober-Florstadt, Nieder-Florstadt und Stammheim, der zugehörige Gerichtsbezirk umfasste noch weitere Orte.
Ein Familienvertrag aus dem Jahr 1537 bestimmte zunächst die ungeteilte Erbfolge in männlicher Linie. Seit dem 18. Jahrhundert wurde, wie bei allen reichsritterschaftlichen Familien, der Titel Freiherr üblich, formal wurde die Familie im Jahr 1680 in diesen Stand erhoben. 1710 wurde eine Teilung vollzogen: die ältere Linie behielt ihren Sitz in Steinfurth, die jüngere residierte in Staden, ging nach Verkauf des dortigen Schlosses nach Wiesbaden und kehrte erst 1957 nach Steinfurth zurück. In der napoleonischen Zeit verloren die Löw von Steinfurth ihre reichsunmittelbare Stellung, und die Landeshoheit fiel an das Großherzogtum Hessen. Sie wurden dem hessischen Adel gleichgestellt und zu hessen-darmstädtischen Standesherren. Seit dem 19. Jahrhundert finden sich zahlreiche Familienangehörige in großherzoglichen Diensten als Hofmeister und Kammerherren.

## Wappen
Auf blauem Grund ein silberner Kranich. Der Wappenschild ist meist mit sieben dolchartigen, goldenen Kreuzen bestreut. Als Helmzier dient der gleiche Kranich zwischen einem offenen, mit blauen und goldenen Kreuzen bestreuten Flug, die Helmdecken sind blau und gold. Als Schildhalter erscheinen gelegentlich zwei Löwen. Das Wappen existiert in zahlreichen Varianten, der Kranich schreitet sowohl nach links als auch nach rechts, nicht immer ist sein Bein erhoben. Die Kreuze werden gelegentlich als echte Dolche dargestellt. Ein Löwenkopf oben rechts oder ein Stein in der Kralle des Kranichs sind freie Hinzufügungen, um das Wappen „sprechend“ zu machen.

## Historischer Besitz
- Ort Steinfurth, zunächst zur Hälfte als Lehen der Grafen von Nassau-Saarbrücken, seit 1430 das ganze Dorf. Hinzu kam eine Mühle als isenburgisches Lehen. In Steinfurth befand sich auch der Stammsitz, zunächst ein größerer Adelshof, später das Löw’sche Schloss. Ein größerer Hof mit einem Festen Haus ist 1624 in einer Ansicht des Thesaurus philopoliticus zu erkennen. Das Bild zeigt gleichzeitig eine Allegorie auf die Familie Löw mit dem Löwen und dem Kranich im Vordergrund.
- Anteil an der Ganerbschaft Staden mit der Burg Staden. 1746 ließ die Familie hier ein zeitgemäßes Schloss errichten, das Löw’sche Schloss. 1872 wurde dazu ein großer Landschaftspark angelegt.
- Löw’sches Schloss in Nieder-Florstadt, erbaut durch Franz Carl August Löw von und zu Steinfurth.
- Burglehen in der Reichsburg Friedberg, Burgmannenhaus im nordwestlichen Teil der Burg, Familienwappen am St. Georgsbrunnen.
- bereits 1302 ist Besitz in Echzell als fuldisches Lehen fassbar. Zwischen 1380 und 1491 sind weitere fuldische Lehen in Schwalheim und Bingenheim belegt. In der Bingenheimer Burg als Zentrum der Fuldischen Mark sind Angehörige als Burgmannen belegt in den Jahren 1382, 1425 und 1453.
- bemerkenswert ist die Beteiligung zweier Löw von Steinfurth an der Ganerbschaft in der Burg Tannenberg im Jahr 1382. 1399 wurde die Burg wegen Verstößen gegen den Landfrieden von einer Koalition aus Städten und Fürsten belagert und zerstört. Eine Verwicklung im Jahr 1399 ist für die Löw von Steinfurth aber nicht belegt.
- 1448 wird Sibold Löw von Steinfurth zum Burgmann in Büdingen ernannt. Im 15. Jahrhundert gibt es dort weitere Burgmannen aus der Familie.
- Als hanauische Lehen empfing Eberhard Löw 1458 den Zehnt zu Fauerbach vor der Höhe, Ober-Straßheim und Burglehen in der Burg Münzenberg; 1472 ist ein Sibold Löw hanauischer Burgmann in Gelnhausen.
- 1378 ist ein Löw von Steinfurth als Burgmann auf der Burg Lindenfels in kurpfälzischen Diensten.

Im Herrschaftsbereich der Familie wurde das Solmser Landrecht zum Gewohnheitsrecht. Hintergrund war, dass auch umliegende Territorien dieses damals „moderne“, systematisch und schriftlich aufgezeichnete Recht von 1571, das zudem aus der unmittelbaren Nachbarschaft stammte, übernahmen. Das Gemeine Recht galt nun nur noch, wenn das Solmser Landrecht für einen Sachverhalt keine Bestimmungen enthielt. Das Solmser Landrecht blieb auch im Großherzogtum Hessen geltendes Recht, das erst zum 1. Januar 1900 von dem einheitlich im ganzen Deutschen Reich geltenden Bürgerlichen Gesetzbuch abgelöst.

## Angehörige
- Eberhard Löw von Steinfurth (d. Ä.), Friedberger Burggraf 1385–1405
- Eberhard Löw von Steinfurth (d. J.), Friedberger Burggraf (1407–1445)
- Ludwig Löw von Steinfurth, Friedberger Burggraf (1526–1532)
- Konrad Löw von Steinfurth, Friedberger Burggraf (1617–1632)
- Lothar Franz Löw von Steinfurth (1671–1735), Hessen-Kasseler Brigadier
- Johann Löw von und zu Steinfurth, Friedberger Burggraf (1706–1710)
- Hugo Löw von und zu Steinfurt, preußischer Landrat im Kreis Hadersleben (1914–1920)
- Johann Hugo Wilhelm, Freiherr Löw von und zu Steinfurth (1750–1786), königl. preußischer Kammerherr und Joseph-Ordens Ritter
- Siegmund Löw von und zu Steinfurth (1757–1846), General in englischen bzw. königlich hannoverischen Diensten
- Erwin Löw von und zu Steinfurth (1841–1914), hessischer Kammerherr, Landrat und Mitglied des Deutschen Reichstags
- Ludwig Löw von und zu Steinfurth (Gerichtspräsident) (1803–1868), deutscher Rechtswissenschaftler, Hochschullehrer und Richter
- Ludwig Löw von und zu Steinfurth (Ingenieur) (1875–1939), deutscher Ingenieur und Hochschullehrer
- August von Löw zu Steinfurth (1819–1890), Abgeordneter
- Wilhelm von Löw zu Steinfurth (1805–1873), Abgeordneter
- Eberhard von und zu Steinfurth (1909–1993), Jurist und SS-Führer